# Manabu Nakamura
Manabu Nakamura (født 26. juni 1977) er en tidligere japansk fodboldspiller.
Han har spillet for flere forskellige klubber i sin karriere, herunder Vegalta Sendai.